# Mormia paniscoides
Mormia paniscoides és una espècie d'insecte dípter pertanyent a la família dels psicòdids.

## Descripció
- Mascle: vèrtex uniformement arrodonit als costats; occipuci no prominent; fèmur més llarg que la tíbia; antenes de 0,90-0,99 mm de llargària i ales d'1,40-1,47 mm de llargada i 0,44-0,47 mm d'amplada.
- Femella: similar al mascle, però amb el lòbul apical de la placa subgenital en forma de "V"; antenes de 0,60-0,61 mm de llargada i ales d'1,45-1,52 mm de longitud i 0,42-0,47 mm d'amplada.[3]

## Distribució geogràfica
Es troba a Nova Guinea.